# Mistrzostwa Świata w Biegach Przełajowych 1998
26. Mistrzostwa Świata w Biegach Przełajowych – zawody lekkoatletyczne, które odbyły się 21 i 22 marca 1998 roku w Marrakeszu, w Maroku.
Z zawodach nie wzięli udziału zawodnicy z Izraela, którzy nie otrzymali marokańskich wiz. Siedmiu biegaczy i czterech opiekunów ekipy bezskutecznie oczekiwało na lotnisku w Paryżu na przyznanie im wiz wjazdowych do Maroka. Działacze IAAF wyrazili dezaprobatę i oburzenie decyzją marokańskich władz, Primo Nebiolo próbował interweniować nawet u króla Hassana II, jednak bez efektu. W czerwcu 1998 rada IAAF na posiedzeniu w Sewill postanowiła ukarać Marokańską federację za tę sytuację – Marokańczycy musieli pokryć koszty podróży i pobytu Izraelczyków w Paryżu, gdzie ubiegano się o wizy a także odebrano Maroku prawo do organizowania imprez lekkoatletycznych na terenie tego kraju.

## Rezultaty

### Seniorzy (długi dystans)

#### Indywidualnie
| Medal  | Zawodnik       | Czas      |
| Złoto  | Paul Tergat    | 34:01 min |
| Srebro | Paul Koech     | 34:06 min |
| Brąz   | Assefa Mezgebu | 34:28 min |

#### Drużynowo
| Medal  | Zawodnik                                                                                   | Punkty |
| Złoto  | Kenia Paul Tergat (1) Paul Koech (2) Tom Nyariki (4) Wilson Boit Kipketer (5)              | 12 pkt |
| Srebro | Etiopia Assefa Mezgebu (3) Habte Jifar (13) Tesfaye Tola (20) Ayele Mezgebu (21)           | 57 pkt |
| Brąz   | Maroko Elarbi Khattabi (11) Lahcen Benyoussef (14) Brahim Lahlafi (17) Khalid Boulami (18) | 60 pkt |

### Seniorzy (krótki dystans)

#### Indywidualnie
| Medal  | Zawodnik             | Czas      |
| Złoto  | John Kibowen         | 10:43 min |
| Srebro | Daniel Komen         | 10:46 min |
| Brąz   | Paul Malakwen Kosgei | 12:35 min |

#### Drużynowo
| Medal  | Zawodnik                                                                                 | Punkty |
| Złoto  | Kenia John Kibowen (1) Daniel Komen (2) Paul Malakwen Kosgei (3) Benjamin Limo (4)       | 10 pkt |
| Srebro | Maroko Brahim Boulami (6) Hicham Bouaouiche (9) Ali Ezzine (12) Brahim Jabbour (15)      | 42 pkt |
| Brąz   | Etiopia Maru Daba (10) Mohammed Awol (13) Tewodros Shiferaw (17) Semiretu Alemayehu (20) | 60 pkt |

### Juniorzy

#### Indywidualnie
| Medal  | Zawodnik       | Czas      |
| Złoto  | Million Wolde  | 22:47 min |
| Srebro | Richard Limo   | 22:50 min |
| Brąz   | Hailu Mekonnen | 22:51 min |

#### Drużynowo
| Medal  | Zawodnik | Punkty |
| Złoto  | Etiopia  | 16 pkt |
| Srebro | Kenia    | 20 pkt |
| Brąz   | Maroko   | 62 pkt |

### Kobiety (długi dystans)

#### Indywidualnie
| Medal  | Zawodnik         | Czas      |
| Złoto  | Sonia O’Sullivan | 25:39 min |
| Srebro | Paula Radcliffe  | 25:42 min |
| Brąz   | Gete Wami        | 25:49 min |

#### Drużynowo
| Medal  | Zawodnik                                                                                     | Punkty |
| Złoto  | Kenia Jackline Maranga (5) Jane Omoro (7) Leah Malot (8) Sally Barsosio (10)                 | 30 pkt |
| Srebro | Etiopia Gete Wami (3) Merima Denboba (4) Ayelech Worku (9) Getenesh Urge (21)                | 37 pkt |
| Brąz   | Wielka Brytania Paula Radcliffe (2) Hayley Haining (13) Vikki McPherson (25) Liz Talbot (34) | 74 pkt |

### Kobiety (krótki dystans)

#### Indywidualnie
| Medal  | Zawodnik         | Czas      |
| Złoto  | Sonia O’Sullivan | 12:20 min |
| Srebro | Zahra Ouaziz     | 12:34 min |
| Brąz   | Kutre Dulecha    | 12:37 min |

#### Drużynowo
| Medal  | Zawodnik                                                                                    | Punkty |
| Złoto  | Maroko Zahra Ouaziz (2) Zhor El Kamch (13) Saliha Khaldoun (18) Salwa Ouaziz (24)           | 57 pkt |
| Srebro | Etiopia Kutre Dulecha (3) Genet Gebregiorgis (11) Almitu Bekele (17) Yihunelesh Bekele (27) | 58 pkt |
| Brąz   | USA Elva Dryer (8) Amy Rudolph (9) Molly Watcke (25) Kathy Franey (26)                      | 68 pkt |

### Juniorki

#### Indywidualnie
| Medal  | Zawodnik        | Czas      |
| Złoto  | Yimenashu Taye  | 19:32 min |
| Srebro | Jeruto Kiptum   | 19:34 min |
| Brąz   | Werknesh Kidane | 19:34 min |

#### Drużynowo
| Medal  | Zawodnik | Punkty |
| Złoto  | Etiopia  | 16 pkt |
| Srebro | Kenia    | 20 pkt |
| Brąz   | Japonia  | 68 pkt |

## Tabela medalowa
| Miejsce | Kraj              | Złoto | Srebro | Brąz | Razem |
| 1.      | Kenia             | 5     | 6      | 1    | 12    |
| 2.      | Etiopia           | 4     | 3      | 6    | 13    |
| 3.      | Irlandia          | 2     | 0      | 0    | 2     |
| 4.      | Maroko            | 1     | 2      | 2    | 5     |
| 5.      | Wielka Brytania   | 0     | 1      | 1    | 2     |
| 6.      | Stany Zjednoczone | 0     | 0      | 1    | 1     |
| 6.      | Japonia           | 0     | 0      | 1    | 1     |